# Proamblia
Proamblia is een geslacht van wantsen uit de familie van de Miridae (Blindwantsen). Het geslacht werd voor het eerst wetenschappelijk beschreven door Ernst Evald Bergroth in 1910.

## Soorten
Het genus bevat de volgende soorten:

- Proamblia cunealis (Poppius, 1909)
- Proamblia elongata (Poppius, 1909)